# 小行星3385
小行星3385（3385 Bronnina）是一颗绕太阳运转的小行星，为主小行星带小行星。该小行星于1979年9月24日发现。

## 轨道参数
小行星3385的轨道半长轴为2.2207110 UA，离心率为0.041。